# Заврате
Заврате (словен. Zavrate) — поселення в общині Радече, Савинський регіон, Словенія. Висота над рівнем моря: 520,6 м.